# Тугайська сільська рада
Туга́йська сільська рада (рос. Тугайский сельский совет) — муніципальне утворення у складі Благовіщенського району Башкортостану, Росія. Адміністративний центр — село Тугай.

## Населення
Населення — 607 осіб (2019, 674 в 2010, 738 2002).

## Склад
До складу поселення входять такі населені пункти:
| Населений пункт           | Населення, осіб (2002) | Населення, осіб (2010) |
| ------------------------- | ---------------------- | ---------------------- |
| Березовка, присілок       | -                      | 12                     |
| Новонікольський, присілок | 6                      | 21                     |
| Нові Турбасли, присілок   | 58                     | 51                     |
| Рудний, присілок          | 41                     | 26                     |
| Тугай, село               | 616                    | 555                    |
| Щепне, присілок           | 17                     | 9                      |